# Frankenroda
Frankenroda ist ein Ortsteil der Stadt Amt Creuzburg im Wartburgkreis in Thüringen.

## Geografie

### Geografische Lage
Frankenroda liegt im Landschaftsschutzgebiet des Werratals. Über dem Ort thront der Mönchsberg, ein nördlicher Seitengipfel des mehrheitlich zu Falken gehörenden Breiten Bergs mit einem kleinen Aussichtsturm. Zu Frankenroda gehört das nördlich des Ortes gelegene Probsteizella.

## Geschichte

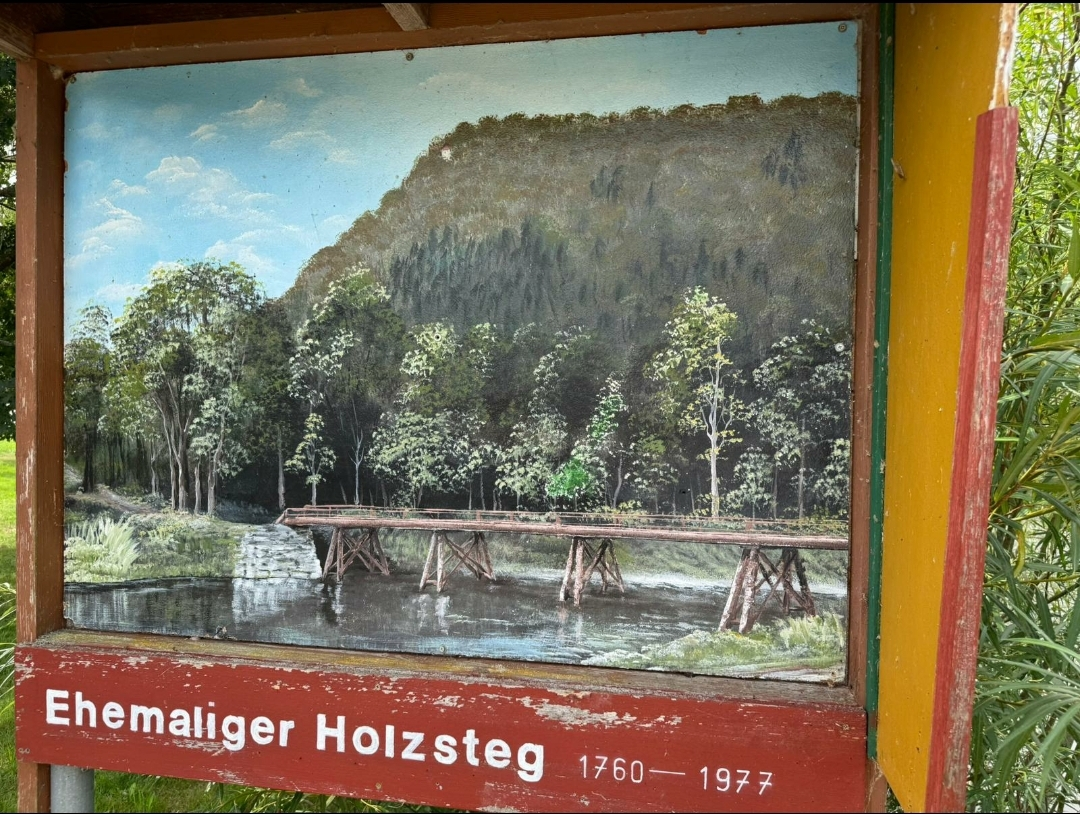
Der alte Holzsteg über die Werra

Frankenroda wurde am 10. Juli 1229 erstmals urkundlich erwähnt. Ludwig der Eiserne wird genannt, als er seinen Besitz des Petersstifts zu Erfurt um einige Ländereien an der Werra zwischen Falken und Frankenroda vermehrt hatte. Zu dieser Zeit waren die Einwohner nach Probsteizella eingepfarrt, da der Ort noch keine eigene Kirche hatte. Um 1715 betrug die Einwohnerzahl von Frankenroda etwa 240 Personen.
Durch Landgraf Balthasar wurde 1392 die Burg Haineck bei Nazza erbaut, die angrenzenden Orte seines Herrschaftsbereiches: Hallungen, Nazza, Lauterbach, Neukirchen, Frankenroda und Ebenshausen wurden zum Burgbezirk der Haineck zusammengefasst, sie bildeten später das Amt Haineck. Nach 1500 erhielten die  Herren von Hopffgarten Burg und Amt Haineck als Pfandbesitz und ab 1513 als erbliches Lehen durch den Landesherren, Herzog Friedrich der Weise übertragen. In den folgenden Landesteilungen der wettinischen Gebiete wurde das Amt Haineck und damit auch Frankenroda wegen der Zugehörigkeit zum Hopffgartenschen Gericht stets zum ernestinischen Teil gezählt. Die Hopffgartenschen Gemeinden bildeten so bis 1920 eine Exklave des Gothaer Herzogtums.
Am Abend des 22. November 1944 wurde Frankenroda während des Zweiten Weltkrieges Ziel eines Luftangriffs. Gegen 22:30 Uhr detonierte eine Fliegerbombe neben dem Schulgebäude, welches völlig zerstört wurde.
1976 wurde der Steg über die Werra, der jahrelang den Ort mit den westlich der Werra gelegenen Teilen der Gemarkung und dem Nachbarort Scherbda verband und regelmäßig bei Hochwasser und über Winter abgebaut wurde, durch ein massives Brückenbauwerk ersetzt. Der letztmalige Aufbau des Steges erfolgte im Frühjahr 1977, dann wurde das Bauholz zum Verkauf angeboten. Zu dieser Zeit bestand bereits die heutige Betonbrücke als sichere Verbindung zum jenseitigen Ufer. Die Brücke, eine Stahlbetonkonstruktion, wurde so massiv ausgelegt, dass sie auch Panzern ein Überqueren des Flusses ermöglicht – eine Maßnahme zu Zwecken der Landesverteidigung der DDR. Im Sommer 2019 begann eine grundhafte Sanierung der Brücke mit Erneuerung des Überbaus. Sie wurde im Dezember 2019 abgeschlossen; 700.000 Euro wurden investiert.
Zum 1. Januar 2024 trat die Gemeinde Frankenroda der Stadt Amt Creuzburg bei.

## Politik

### Ehemaliger Gemeinderat
Der Gemeinderat von Frankenroda setzte sich zuletzt aus sechs Ratsfrauen und -herren zusammen.
- CDU: 2 Sitze
- Wählergemeinschaft: 4 Sitze

(Stand: Kommunalwahl am 26. Mai 2019)

### Ehemaliger Bürgermeister
Die ehrenamtliche Bürgermeisterin Erika Helbig wurde zuletzt am 5. Juni 2016 wiedergewählt. Nach der Eingemeindung in die Stadt Amt Creuzburg führt sie das Amt als Ortsteilbürgermeisterin fort.

### Wappen
| | Blasonierung: „Zweifach geteilt von Rot, Silber und Schwarz; oben eine silberne Waage, in der Mitte ein blauer Wellenbalken, unten ein goldener linker Astbalken.“ |
| Wappenbegründung: 1509 wurde im Ort ein Gerichtshaus durch die Adligen von Hopfgarten zu Nazza errichtet, auf welches im Wappen die Waage hinweist. Der Wellenbalken symbolisiert die Werra. Der Astbalken als Symbol für einen entästeten Stamm verdeutlicht die Entstehung des Dorfes als Rodungsort. Das Wappen wurde vom Heraldiker Karl-Heinz Fritze aus Niederorschel gestaltet und am 5. Mai 1997 durch das Thüringer Landesverwaltungsamt genehmigt. | |

## Kultur und Sehenswürdigkeiten

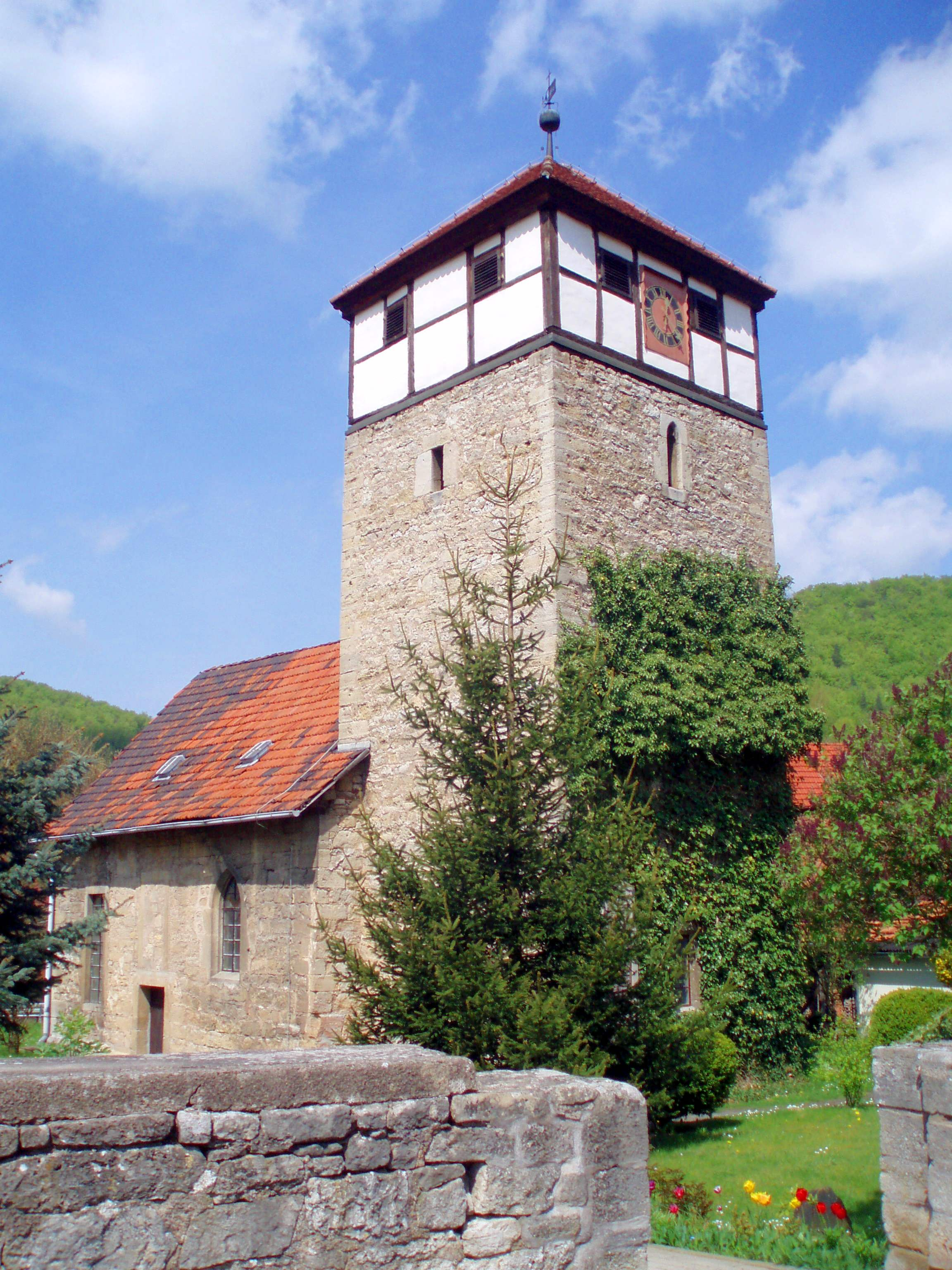
Kirche Frankenroda

### Bauwerke
- Die Dorfkirche St. Katharinen stammt aus dem 18. Jahrhundert.
- Hoch über dem Ort liegt das Itzentürmchen, ein Aussichtsturm der 1895/96 von dem Frankenrodaer Malermeister Heinrich Möller erbaut wurde. Das 2019 grundhaft sanierte Bauwerk gilt als ein Wahrzeichen des Dorfes und bietet einen Ausblick auf den Werrabogen bei Frankenroda.[6]

### Naturdenkmale
Das Naturschutzgebiet Probsteizella befindet sich nördlich der Ortslage und hat eine Größe von 26,9 Hektar. Es wurde am 23. März 1961 ausgewiesen.

## Wirtschaft und Infrastruktur

### Schienenverkehr
Von 1902 bis 1945 hatte Frankenroda einen Bahnhof an der Bahnstrecke Schwebda–Wartha, welche den Ort mit Eisenach, Mihla, Creuzburg, Treffurt, Wanfried und Eschwege verband. Am 3. April 1945 wurden im Rahmen der Kampfhandlungen des Zweiten Weltkriegs die Werrabrücken der Eisenbahnstrecke bei Mihla, Ebenshausen, Frankenroda und Falken gesprengt. Der Schienenverkehr zwischen Mihla und Treffurt wurde daraufhin nicht wieder aufgenommen.

### Straßen und Radwege
Für den Straßenverkehr ist Frankenroda über eine von der Landstraße 1016 (Eisenach–Mihla–Mühlhausen) abzweigende Kreisstraße zu erreichen. Durch den Ort verläuft der Werratal-Radweg. Frankenroda wird von Buslinien des Verkehrsunternehmen Wartburgmobil angefahren.

### Energieversorgung
In den 1920er Jahren beabsichtigte die Werrakraftwerke Aktiengesellschaft, deren Hauptgesellschafter das Land Thüringen war, die Errichtung einer Wasserkraftanlage bei Frankenroda. Es war vorgesehen, bei Buchenau ein Walzenwehr zu errichten, ähnlich dem am Wasserkraftwerk Spichra, und von diesem Wasser durch einen etwa 1,8 km langen Druckstollen nach Frankenroda zu leiten. Das Projekt hätte eine Fallhöhe von 11 Metern ergeben und eine Erzeugerleistung von etwa 5000 PS/3680 kW ermöglicht. Vermutlich aus Kostengründen wurde die Planung nicht umgesetzt.

## Persönlichkeiten
In Frankenroda wurden der Orgelbauer Johann Bätz (1709–1770) und der Bildhauer Rudolf Weber (1899–1990) geboren.